# Las Bandurrias
Las Bandurrias es un localidad y comuna del Departamento San Martín, en el centro oeste de la provincia de Santa Fe, Argentina.
El 15 de noviembre de 1891 el ex Ferrocarril Córdoba y Rosario (posteriormente Ferrocarril Central Córdoba) habilitó la línea ferroviaria de trocha angosta entre San Francisco (Córdoba) y Rosario, y con ello la estación Castro, llamada así por el dueño de las tierras del lugar. El nombre de la estación fue cambiado años más tarde por Las Bandurrias, a fin de evitar confusiones con otra de igual nombre. Bandurria es un ave pelicaniforme del género Theristicus que se halla en los terrenos bajos al noreste de la localidad.
Junto a la estación del ferrocarril se fue formando una pequeña localidad, cuya comuna se constituyó el 22 de septiembre de 1910.

## Población
Cuenta con 304 habitantes (Indec, 2010), lo que representa un incremento del 11,7% frente a los 276 habitantes (Indec, 2001) del censo anterior.
| Gráfica de evolución demográfica de Las Bandurrias entre 1991 y 2010 |
|                                                                      |
| Fuente: Censos nacionales del INDEC                                  |